# Gymnodactylus
Gymnodactylus Spix 1825 é um gênero de lagartos da família Phyllodactylidae encontrado somente no Brasil. Esses pequenos gecos são animais de hábitos noturnos ou diurnos  que vivem em cupinzeiros, sob cascas de árvores, troncos, frestas de maciços rochosos, ou sob rochas. Alimentam-se de pequenos artrópodes e botam de um a dois ovos por ninhada.
Atualmente, são reconhecidas cinco espécies para o gênero Gymnodactylus: G. amarali, endêmico do cerrado; G. darwinii, endêmico da Mata Atlântica; G. geckoides, endêmico das áreas abertas de Caatinga; G. guttulatus, conhecido apenas de algumas localidades de campos rupestres da porção sul da Serra do Espinhaço, e G. vanzolinii, conhecido somente das vizinhanças de Mucugê, Serra do Sincorá, na Chapada Diamantina, porção norte da Cadeia do Espinhaço.
Etimologia: Gymno, do grego gumnós (γυμνή) = ‘nu, despido’; dactylus, do grego dáktulos (δάκτυλα) = 'dedos, dedos da mão'. Em alusão aos dedos livres ou nus, sem dilatações ou discos adesivos.

## Espécies
- Gymnodactylus amarali Barbour, 1925
- Gymnodactylus darwinii (Gray, 1845)
- Gymnodactylus geckoides Spix, 1825
- Gymnodactylus guttulatus Vanzolini, 1982
- Gymnodactylus vanzolinii Cassimiro & Rodrigues, 2009